# 허허
허허(許栩, ? ~ ?) 또는 허후(許詡)는 후한 후기의 관료로, 자는 계궐(季闕)이며 영천군 언현(郾縣) 사람이다.

## 행적
연희 6년(163년) 3월, 위위에서 사도로 승진하였으나 3년 후 면직되었다.
건녕 원년(168년) 9월, 대홍려에서 사공으로 승진하였으나 이듬해에 면직되었다.
건녕 4년(171년) 7월, 사도에 임명되었으나 이듬해에 면직되었다.

## 일화
허허가 사도가 되니 문중에서 그에게 굽신거리고 또 뇌물이 수없이 들어왔으나, 오직 허소만은 아랑곳하지 않았다.

## 출전
- 범엽, 《후한서》 권7 효환제기 · 권8 효영제기
- 주비(周斐), 《여남선현전》 [진수, 《삼국지》 권23 화상양두조배전 배송지주에 인용]